# Kloster Ballysaggart

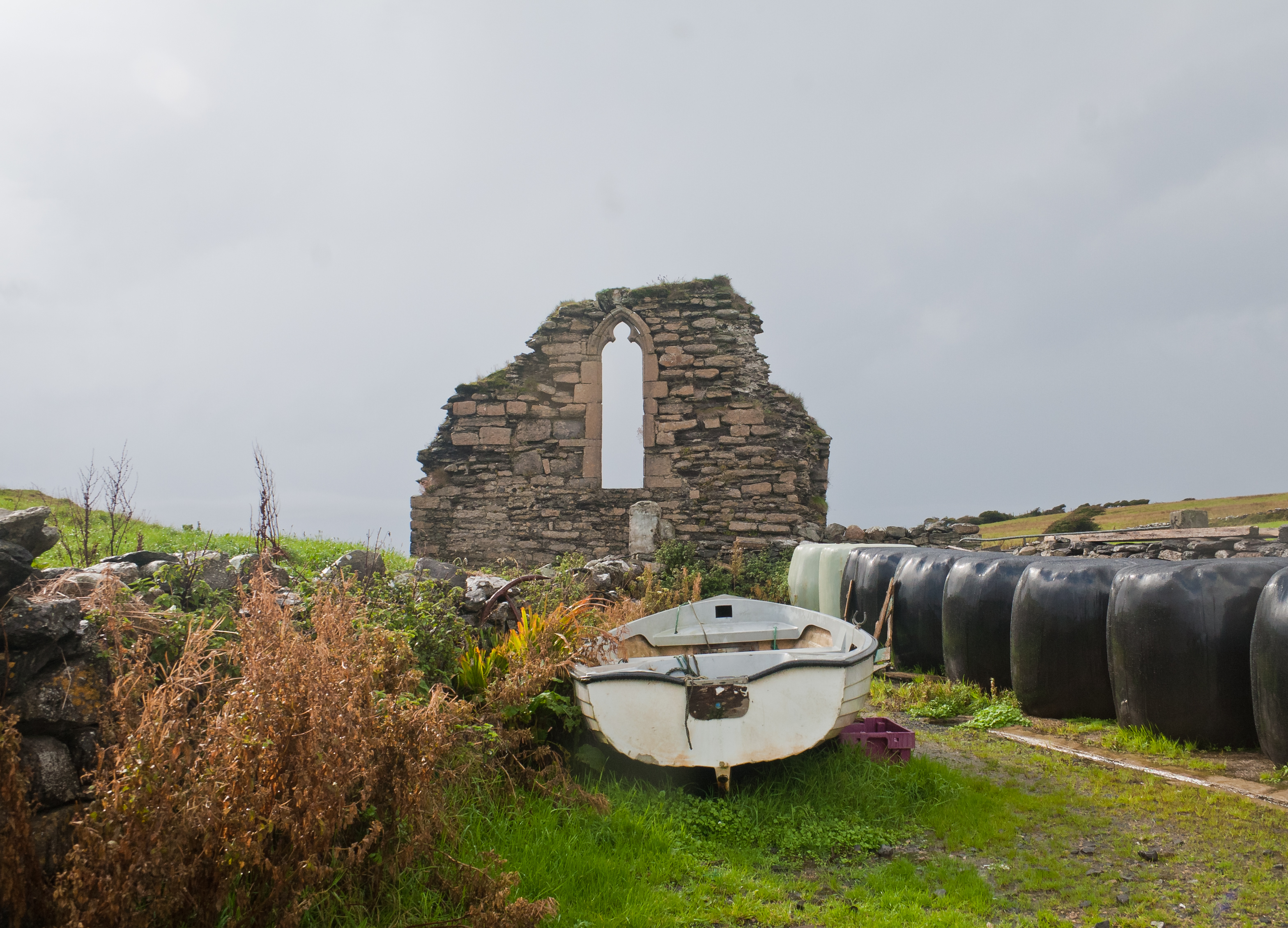
Ostansicht der Klosterruine mit dem ursprünglich zweigeteilten Chorfenster

Das Kloster Ballysaggart (englisch Ballysaggart Friary), auch Fanegarah genannt, wurde in der zweiten Hälfte des 15. Jahrhunderts von MacSwiney Banagh als Haus für Terziaren des franziskanischen Ordens in der Diözese Raphoe in Irland gegründet. Die Brüder wurden nach der Niederlage der O’Neill und O’Donnell im Jahr 1602 in Kinsale vertrieben.

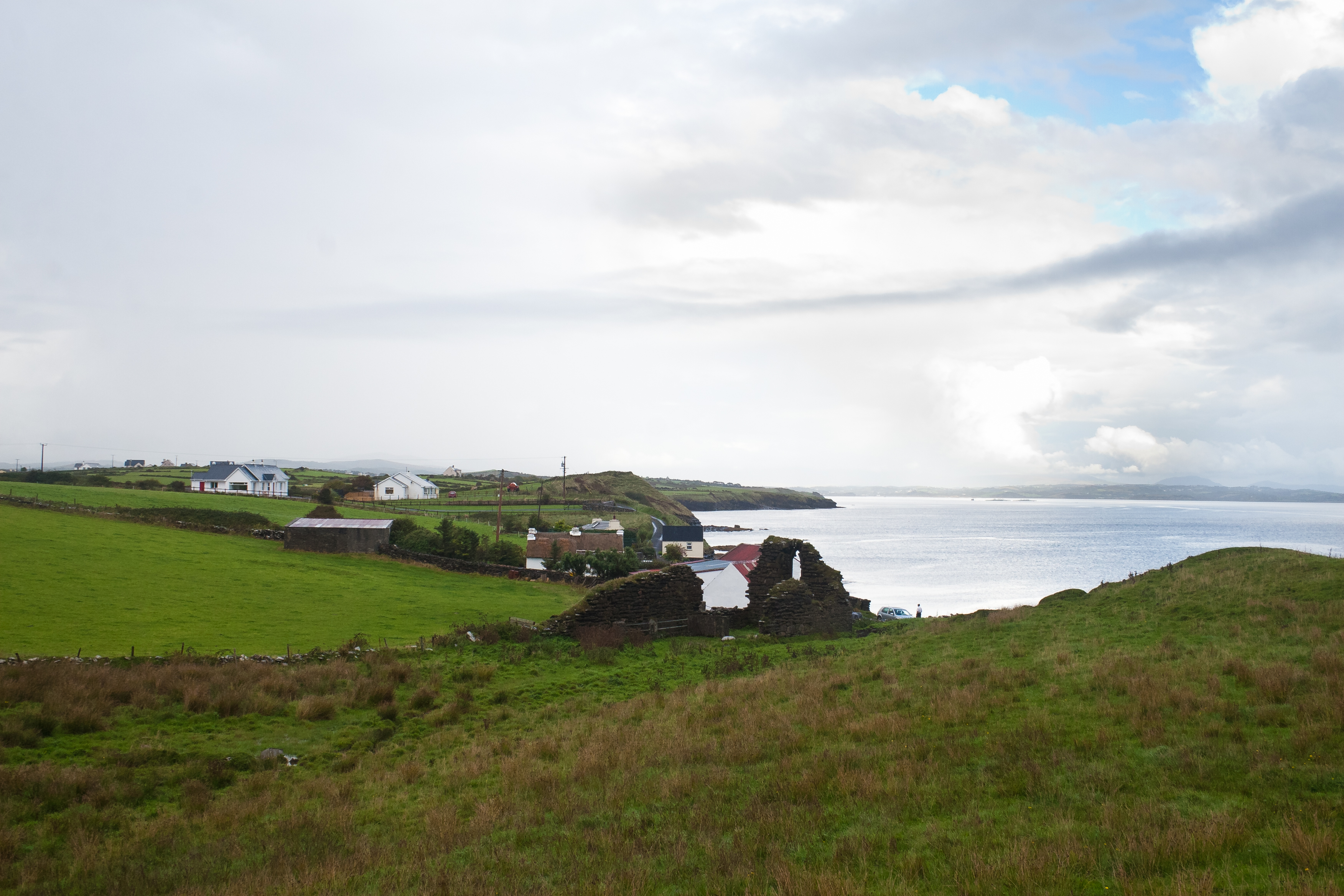
Blick von der Anhöhe auf das Kloster und die Inver Bay

Das Kloster liegt im südlichen County Donegal auf der Mitte der langgezogenen Halbinsel, die sich ausgehend von Dunkineely etwa 11 Kilometer bis zum St. John’s Point in den Atlantik herausstreckt. Es befindet sich auf östlichen, zur Inver Bay orientierten Seite der Halbinsel an einer kleinen Hafenbucht. Die Klosterruine liegt heute im privaten Gelände eines Bauernhofs, das sich über eine Stichstraße erreichen lässt.
Nur wenige Teile des ehemaligen Klosters sind erhalten. 1907 fiel der Westgiebel der innen etwa 20,25 × 6,20 Meter großen Kirche. Unterhalb des Ostfensters war eine größere Lücke, die jedoch in den 1950er-Jahren gefüllt wurde. Zeitgleich wurden auch die Süd- und Ostwände wieder hergerichtet. Das Ostfenster hatte zwei hohe in Spitzbogen endende Öffnungen mit einer darüber befindlichen blasenförmigen Öffnung, die nach unten mit einem Kielbogen abgeschlossen war. Die Reste eines weiteren Fensters sind am Ostende der südlichen Wand. Darunter sind Vertiefungen für eine Piscina und eine Sedilia erhalten. Ein Schaft mitsamt einem Kapitell der Sedilia wurden 1868 entfernt und zur Sankt-Katherinen-Kirche in Killybegs verbracht. Ebenso wurde der Sargdeckel des Gründers nach Killybegs entfernt und liegt dort vor der Westseite der Kirche.